# Bullfinch
Bullfinch is een plaats in de regio Wheatbelt in West-Australië.

## Geschiedenis
Ten tijde van de Europese kolonisatie leefden de Kalamaia Aborigines in de streek.
In 1905 werd het Bullfinch postkantoor gebouwd. In april 1910 vond Charlie Jones goud op de leases van D. L. Doolette en V. Shallcross (die Bullfinch werden genoemd). Dat jaar werd het plaatsje Bullfinch er gesticht. In 1911 werd Bullfinch met Southern Cross verbonden door een spoorweg. In mei 1921 werd de Bullfinchgoudmijn gesloten. Het plaatsje zou een spookdorp zijn geworden als de graanteelt er zijn intrede niet had gedaan.
Begin jaren 1930 'Exchange Hotel' werd geopend. In 1932 kwam de Bullfinchgoudmijnlease in handen van een samenwerkingsverband dat 'Copperhead' heette. Halverwege de jaren 1930 begon de mijn terug goud op te brengen. In 1942 werd de goudmijn echter vanwege arbeidstekorten veroorzaakt door de Tweede Wereldoorlog gesloten.
Na de Tweede Wereldoorlog ontwikkelde 'Western Mining' de Copperheadgoudmijn. Tegen 1950 werkten er 130 mijnwerkers en werd een nieuw dorpje gebouwd. Er werd een gemeenschapszaal geopend, de 'Bullfinch Town Hall'. In 1955 werd een brandweerkazerne gebouwd.
Op haar hoogtepunt woonden in en rond Bullfinch 1.500 mensen. Daarvan waren er 400 in de Copperheadgoudmijn tewerkgesteld. In 1963 werd de goudmijn echter gesloten. Op enkele landbouwers na verlieten de meeste mensen Bullfinch en omstreken. In 1984 werd de school gesloten en een schoolbus naar Southern Cross ingelegd. De gemeenschapszaal en het zwembad vielen in onbruik. Enkel het hotel en een kleine winkel bleven actief. In 1987 startte 'Burmine Ltd' terug mijnactiviteiten op in Bullfinch. De mijn zou 15 jaar actief blijven en voor een kleine heropleving zorgen. De brandweerkazerne werd in 1988 afgebroken.

## 21e eeuw
Bullfinch maakt deel uit van het lokale bestuursgebied (LGA) Shire of Yilgarn. In 2021 telde het 29 inwoners tegenover 40 in 2016.

## Toerisme
Hunts Soak, een van Charles Cooke Hunts historische waterputten, ligt langs de 'Bullfinch Road'.
Ook Lake Koorkoordine, een zoutmeer, ligt langs de 'Bullfinch Road'.

## Transport
Bullfinch ligt langs de 'Bullfinch Road' die aansluit op de Great Eastern Highway. Het ligt 405 kilometer ten oostnoordoosten van de West-Australische hoofdstad Perth, 125 kilometer ten noordoosten van Merredin en 35 kilometer ten noordwesten van Southern Cross, de hoofdplaats van het lokale bestuursgebied waarvan Bullfinch deel uitmaakt.

## Klimaat
Bullfinch kent een warm steppeklimaat, BSh volgens de klimaatclassificatie van Köppen. De gemiddelde jaarlijkse temperatuur bedraagt 18,1 °C en de gemiddelde jaarlijkse neerslag ligt rond 298 mm.
Aldersyde · Amery · Ardath · Arthur River · Baandee · Babakin · Badgingarra · Badjaling · Bailup · Bakers Hill · Balkuling · Ballaying · Ballidu · Beacon · Beenong · Beermullah · Bejoording · Belka · Bencubbin · Bendering · Benjaberring · Beverley · Bilbarin · Bindi Bindi · Bindoon · Bodallin · Bolgart · Bonnie Rock · Boolading · Booraan · Brookton · Bruce Rock · Bullaring · Bullfinch · Bulyee · Bungulla · Buntine · Burakin · Burracoppin · Cadoux · Calingiri · Campion · Caraban · Carrabin · Cataby · Cervantes · Chandler · Chittering · Clackline · Cold Harbour · Congelin · Coomberdale · Copley · Corrigin · Cowcowing · Crossman · Cuballing · Culbin · Cunderdin · Dalwallinu · Dandaragan · Dangin · Darkan · Dattening · Dongolocking · Doodlakine · Dowerin · Dudinin · Dumbleyung · Duranillin · Dwarda · Ejanding · Elabbin · Erikin · Gabbin · Gingin · Goomalling ·  Grass Valley · Greenhills · Guilderton · Gwambygine · Harrismith · Highbury · Hines Hill · Holt Rock · Hyden · Jelcobine · Jennacubbine · Jennapullin · Jitarning · Jurien Bay · Kalannie · Karlgarin · Kellerberrin · Kondinin · Kondut · Koojan · Koolyanobbing · Koorda · Korbel · Korrelocking · Kukerin · Kulin · Kulja · Kulyaling · Kunjin · Kununoppin · Kweda · Kwelkan · Kwolyin · Lancelin · Lake Brown · Lake Grace · Lake King · Ledge Point · Manmanning · Marvel Loch · Meckering · Meenaar · Merredin · Miling · Minnivale · Mogumber · Mokine · Moodiarrup · Mooliabeenee · Moora · Moorine Rock · Moorumbine · Moulyinning · Mount Hardey · Mount Kokeby · Mount Walker · Muchea · Mukinbudin · Muntadgin · Nalya · Nangeenan · Narembeen · Narrogin · New Norcia · Newdegate · Nilgen · Nokaning · North Bannister · Northam · Nukarni · Nungarin · Pantapin · Piawaning · Piesseville · Pingaring · Pingelly · Pithara · Popanyinning · Quairading · Quindanning · Regans Ford · Seabird · Shackleton · Southern Cross · Spencers Brook · Tammin · Tincurrin · Toodyay · Trayning · Varley · Wagin · Walebing · Walgoolan · Wandering · Wannamal · Watheroo · Welbungin · West Dale · West Toodyay · Westonia · Wialki · Wickepin · Wilbinga · Williams · Wongan Hills · Woodridge · Wubin · Wundowie · Wyalkatchem · Yealering · Yelbeni · Yellowdine · Yilliminning · Yerecoin · York · Yorkrakine · Yornaning · Yoting · Youndegin